# RINEX
RINEX (сокр. англ. Receiver Independent Exchange Format) — формат обмена данными для файлов исходных данных спутниковых навигационных приёмников. Он позволяет пользователям производить пост-обработку полученных данных для выполнения более точных вычислений — обычно с помощью других данных, неизвестных приемнику, например за счёт применения более точной модели атмосферных параметров в момент измерений.
Выходные данные навигационного приёмника представляют собой его координаты, скорость, время и другие характеристики. Однако вычисление этих величин основаны на серии измерений, полученных от одного или более спутниковых созвездий. Хотя приёмники вычисляют свои координаты в режиме реального времени (во время измерения), во многих случаях промежуточные данные измерений полезно сохранять для дальнейшего использования. RINEX — это стандартный формат, который позволяет хранить и передавать промежуточные измерения произведенные приёмником, а также проводить постобработку полученных данных различными приложениями различных производителей приёмников и программ.
RINEX-формат спроектирован так, чтобы его можно было дополнять со временем, адаптировать под новые типы измеряемых данных и новые спутниковые навигационные системы. Наиболее распространенная в настоящее время версия 2.11, в которой содержатся данные о псевдодальности, фазе несущей и Доплеровском сдвиге частот для GPS или ГЛОНАСС, совместно с данными от систем спутниковой дифференциальной коррекции EGNOS и WAAS.
Последняя на сегодня версия формата, 3.04, поддерживает все публично доступные сигналы:  GPS, ГЛОНАСС, Галилео, китайскую Бэйдоу, японскую QZSS и индийскую IRNSS системы навигации. Кроме того, RINEX 3.04 позволяет использовать обновление GLONASS CDMA, а также новые сигналы BeiDou III и QZSS II.